# Citywest
Citywest, County Dublin  is een plaats in het Ierse graafschap South Dublin.